# Лемойс
Лемойс, Лемоніс (баск. Lemoiz (офіційна назва), ісп. Lemóniz) — муніципалітет в Іспанії, у складі автономної спільноти Країна Басків, у провінції Біская. Населення — 1028 осіб (2009).
Муніципалітет розташований на відстані близько 340 км на північ від Мадрида, 16 км на північ від Більбао.
На території муніципалітету розташовані такі населені пункти: (дані про населення за 2009 рік)
- Андрака: 108 осіб
- Армінца: 630 осіб
- Гуре-Менді: 40 осіб
- Урісар: 250 осіб

## Демографія
Динаміка населення (INE ):

## Галерея зображень

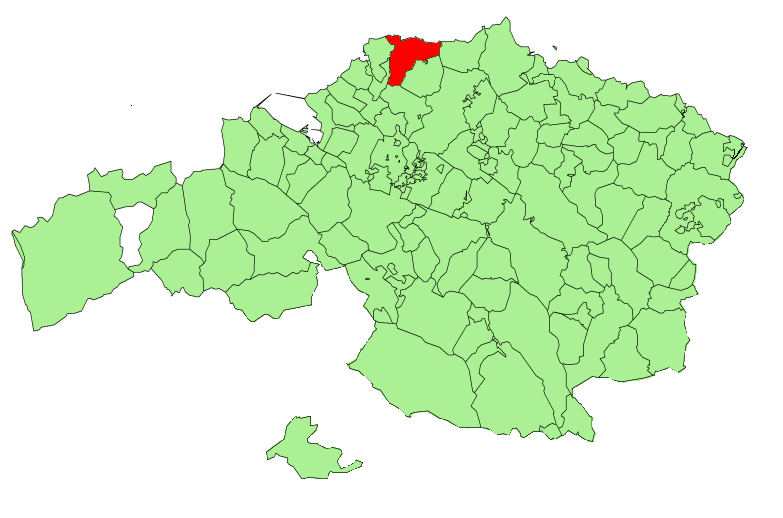
Розташування муніципалітету
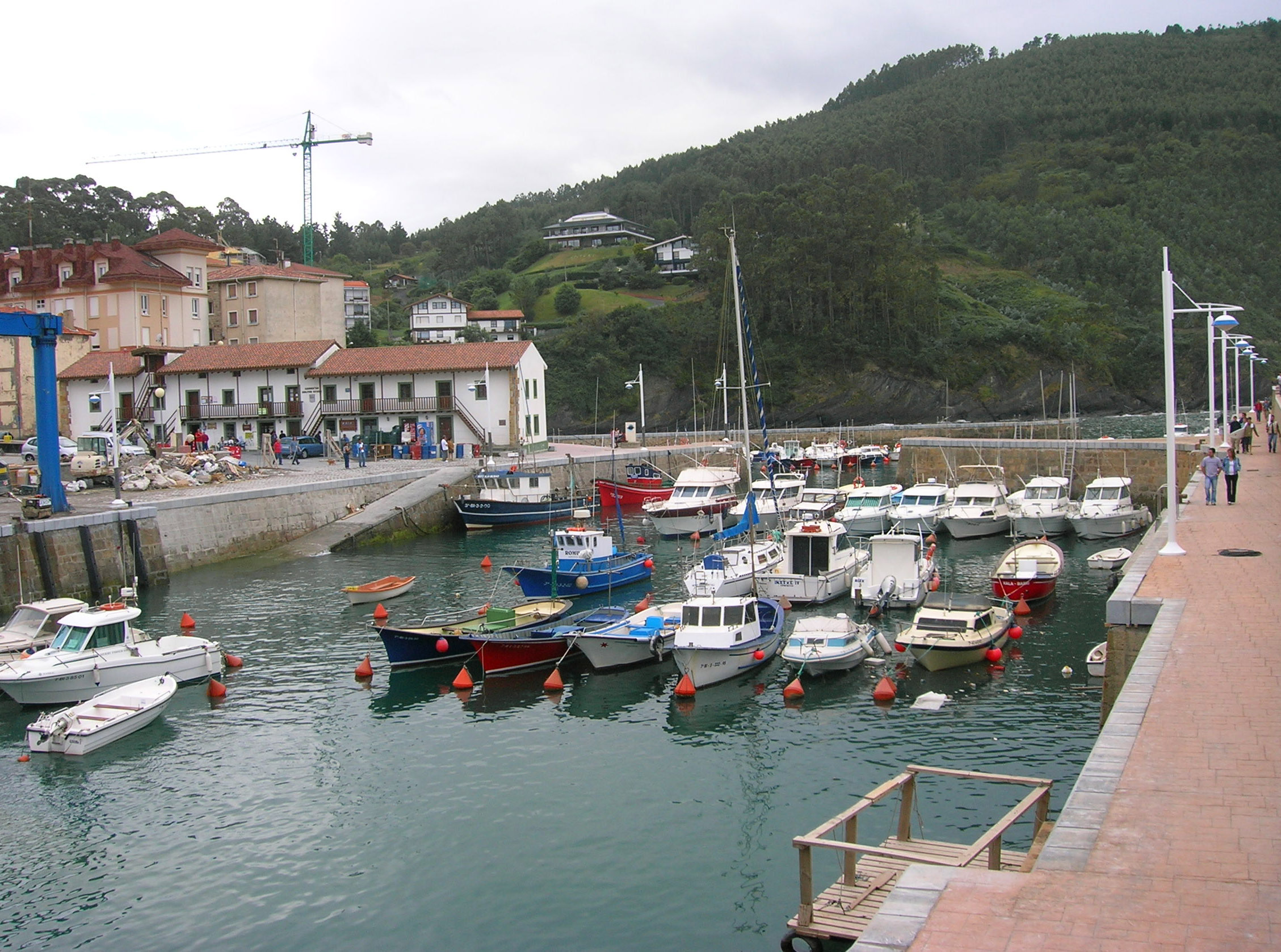
Порт Армінци
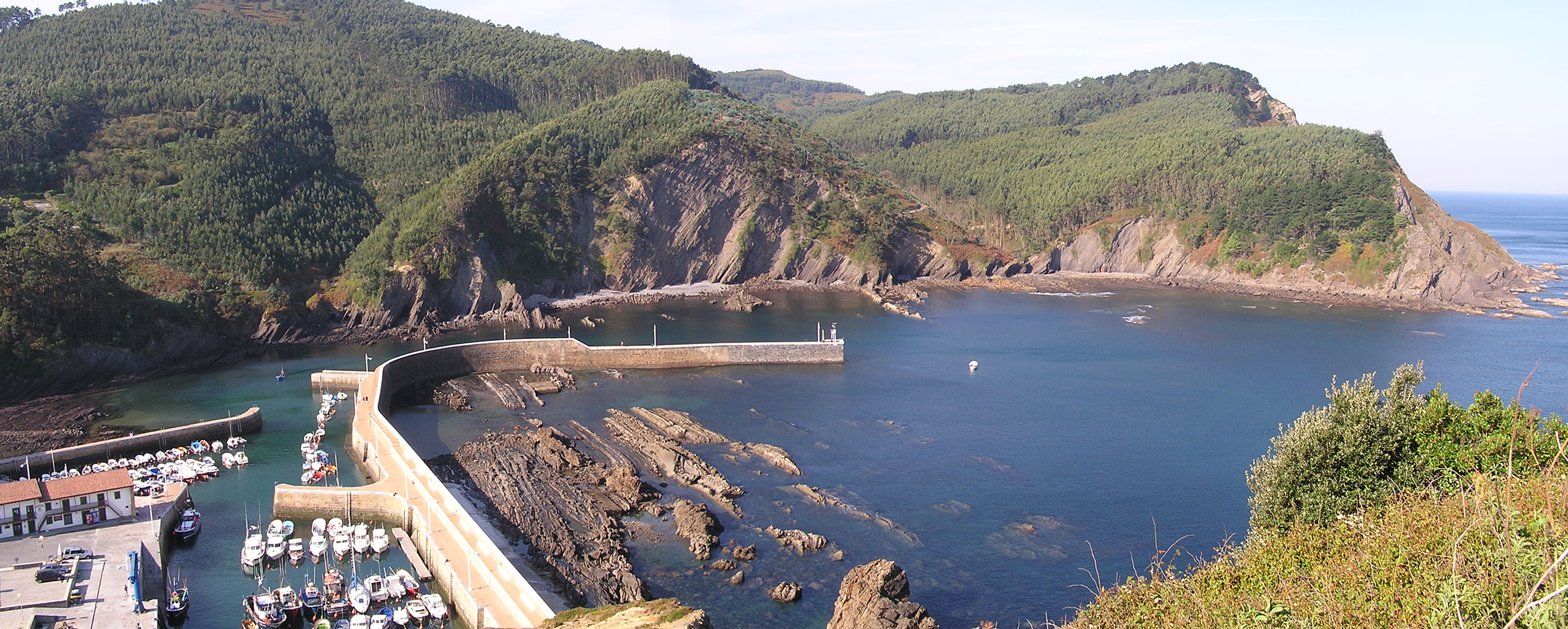
Бухта в Армінці
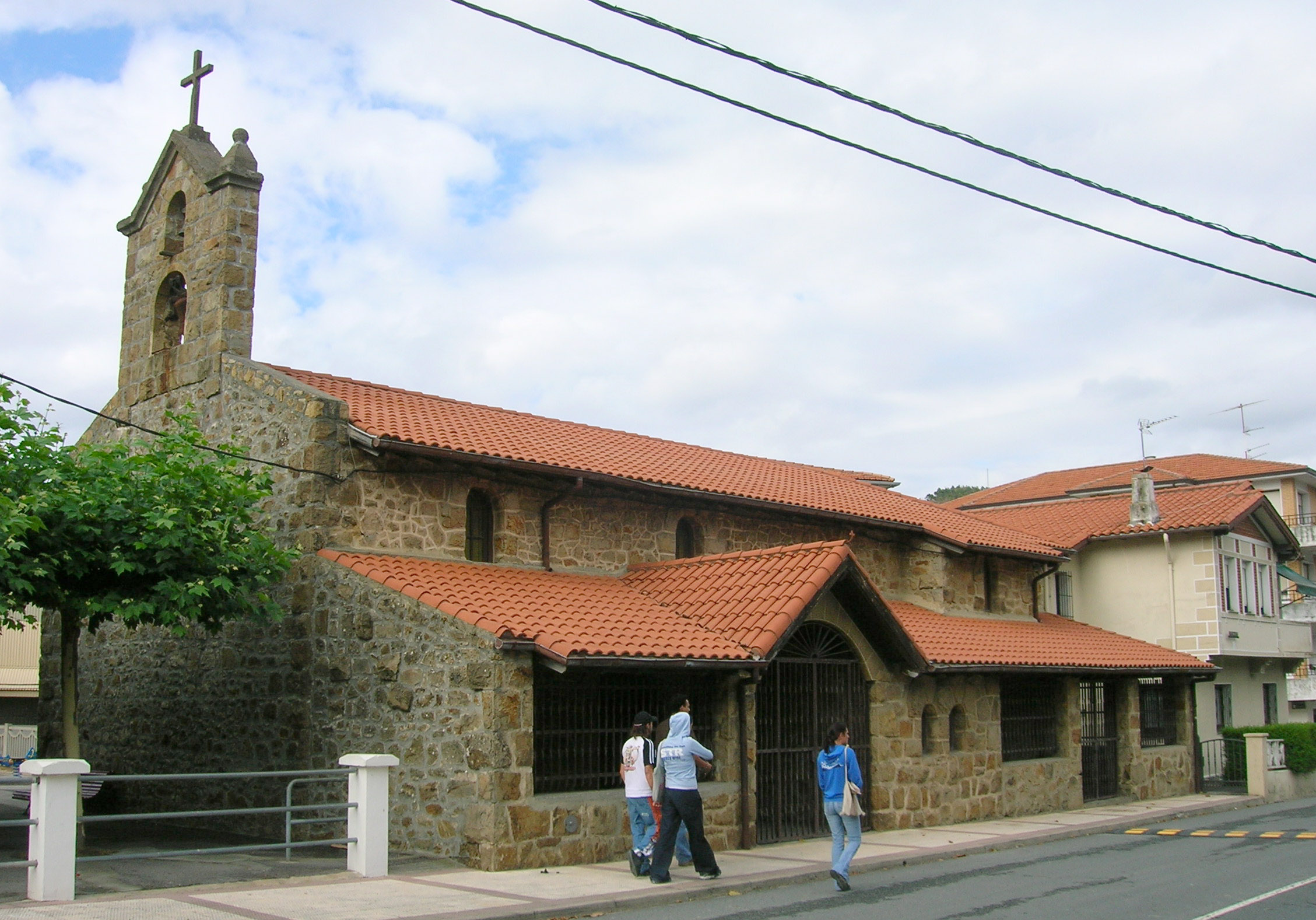
Церква в Армінці
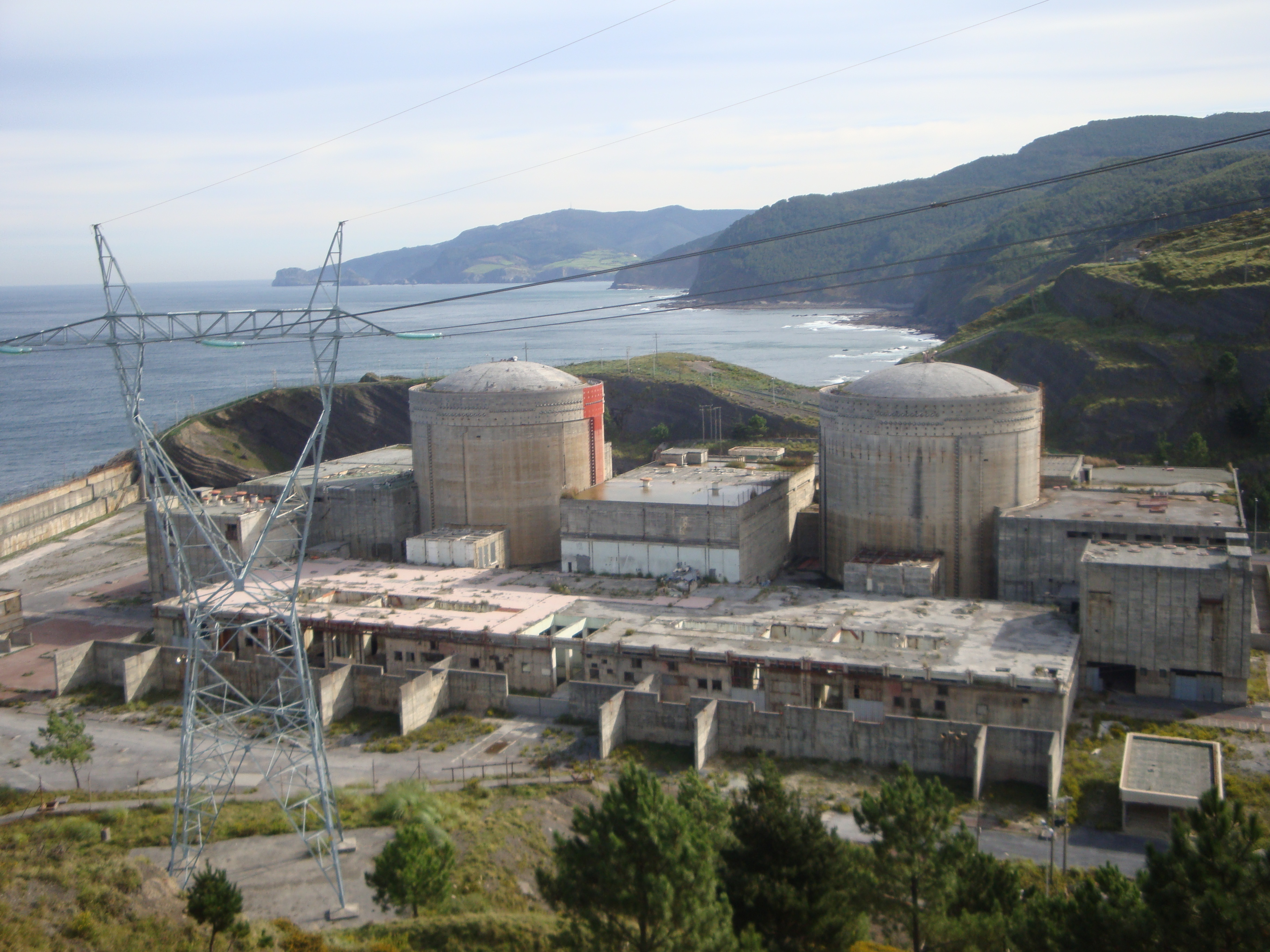
Недобудована атомна станція